# Molen van Steenvoorde

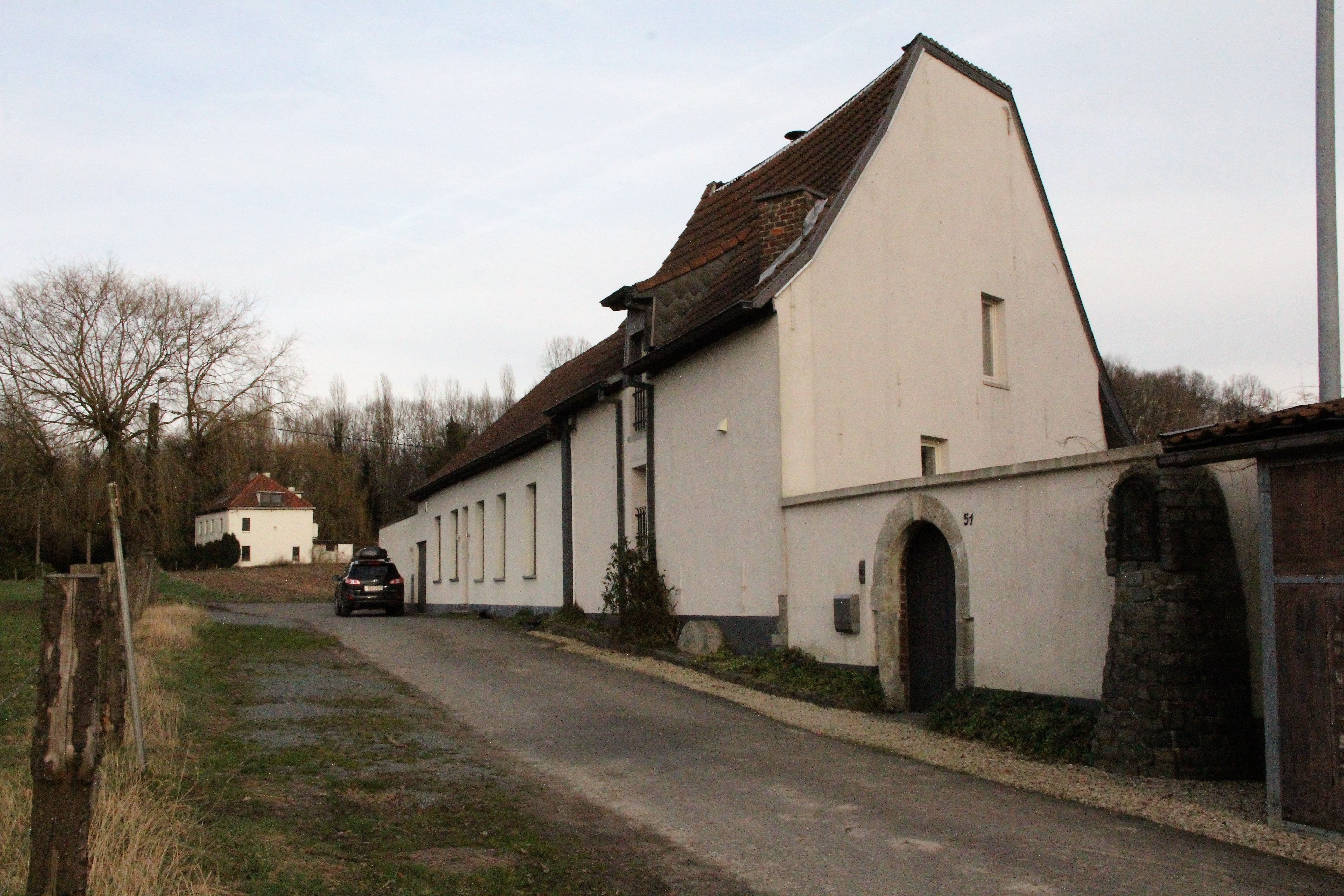
Watermolen van Steenvoorde

De Molen van Steenvoorde is een watermolen in de Vlaams-Brabantse plaats Ternat, gelegen aan de Steenvoordestraat 51.
Deze bovenslagmolen op de Steenvoordebeek fungeerde als korenmolen.

## Geschiedenis
Al in 1379 werd melding gemaakt van een watermolen op deze plaats. Deze molen behoorde bij het kasteel van Steenvoorde dat echter in 1695 verwoest werd door Franse troepen. Tot 1922 bleef de molen in adellijk bezit, van 1834-1922 behoorde hij toe aan de familie De Liedekerke en daarna werd hij verkocht. In 1947 werd het houten bovenslagrad door een metalen rad vervangen, dat echter ook verwijderd is. In 1954 was er al geen sprake meer van enig molenbedrijf. Het molenhuis was toen al tot woning omgebouwd en van de moleninrichting was niets meer over. Ook de beek werd enigszins verlegd.